# 레나 엔드레
레나 엔드레(Lena Endre, 1955년 7월 8일 ~ )는 스웨덴의 배우이다. 제36회 굴드바게상 여우주연상 수상자이다.

## 출연 작품
- 킹스맨: 골든 서클